# Cesare Zappulli
Cesare Zappulli (Napoli, 20 gennaio 1915 – Roma, 29 giugno 1984) è stato un giornalista e politico italiano.
Redattore e poi capocronista de Il Messaggero dal 1958 al 1968, dal 1969 al 1974 fu al Corriere della Sera, ma successivamente se ne distaccò e fondò con Indro Montanelli Il Giornale nuovo, di cui fu condirettore (insieme con Enzo Bettiza) fino al 1982. Iscritto al Partito Liberale Italiano, fu senatore dal 1976 al 1979 e deputato dal 1979 al 1983.

## Biografia
Laureato in giurisprudenza, ironico, brillante, profondissimamente napoletano secondo Enzo Bettiza, inizia a lavorare all'ufficio studi del ministero delle Ferrovie dello Stato dove è "scoperto" da Mario Pannunzio che lo incarica di scrivere per Il Mondo sulla riforma della pubblica amministrazione, cosa che Zappulli fa ispirandosi a Ernesto Rossi e Luigi Einaudi. Mostrando un talento particolare: riuscire a scrivere di cose economiche facendosi capire anche da chi di economia non sa niente. E aggiungendovi anche un pizzico di ironia, Mario Cervi dirà che riusciva a fare divertire occupandosi di una materia grigia come l'economia ("Faceva sorridere l'economia con l'ironia di Pulcinella"). Come cronista di economia entra nel 1958 a Il Messaggero, restandovi dieci anni e diventando prima capo cronista e poi corrispondente da Mosca. Diventando anche famoso per un battibecco con Krusciov sul ruolo del Vaticano in Italia.
Nel 1969 Giovanni Spadolini lo vuole al Corriere della Sera proprio per scrivere di economia. Convinto sostenitore della libertà di mercato, partecipa anche all'inchiesta Italia 70 sulla nascita delle regioni. Nel 1974 è con Indro Montanelli e Enzo Bettiza tra i fondatori del Giornale nuovo diventandone condirettore. È lui a scovare a Roma, in piazza di Pietra, a due passi dal Palazzo, la sede romana del giornale, un appartamento tappezzato di specchi che, racconterà Montanelli, era "sicuramente più adatto ad un'alcova che alla redazione di un giornale". Il 24 giugno 1974, giorno d'uscita del primo numero del Giornale nuovo, Zappulli dimostra di essere, racconterà ancora Montanelli, "napoletano fino alle midolla": volle come portafortuna un busto di San Gennaro che fu in qualche modo trovato anche a Milano e depositato sulla scrivania di Montanelli. Un'altra volta, quando il presidente Giovanni Leone si esibì mostrando i tradizionali scongiuri con la mano di fronte ai fischi degli studenti della Normale di Pisa, illustra in un "Controcorrente" su Il Giornale quanti tipi di corna ci siano e quali di queste corna abbia usato il napoletano Leone..
Nel tentativo di dar vita ad una sorta di diga di moderati di fronte al rischio di un sorpasso della DC da parte del PCI, Montanelli è tra i promotori dell'Alleanza laica tra liberali, repubblicani e socialdemocratici in modo da avere candidati unici nei collegi senatoriali. E vuole candidato a Genova, dove il Giornale ha aperto una redazione, proprio Zappulli che viene eletto togliendo il collegio a un comunista. Zappulli ritornerà poi in Parlamento nel 1979 come deputato del solo partito liberale.
Lascia la condirezione de Il Giornale nel 1982. Sposato e due figli di nome Marcella e Amedeo , muore nel 1984.